# Općina Kobilje
Općina Kobilje (slo.:Občina Kobilje) je općina u sjeveroistočnoj Sloveniji u pokrajini Prekomurje i statističkoj regiji Pomurje. Središte općine je naselje Kobilje s 570 stanovnika.

## Zemljopis
Općina Kobilje nalazi se u sjeveroistočnom dijelu Slovenije na granici s Mađarskom. 
Općina se prostire u krajnje istočnom dijelu pokrajine Prekomurje, na mjestu gdje ravničarski dio pokrajine prelazi u pobrđe Goričko.
U općini vlada umjereno kontinentalna klima.
Na području općine nema značajnih vodotoka, a svi mali vodotoci su u slivu rječice Lendave.

## Naselja u općini
U općini se nalazi jedno naselje Kobilje.

## Vanjske poveznice
- Službena stranica općine